# Cantó de Bruz
El cantó de Bruz (bretó Kanton Bruz) és una divisió administrativa francesa situada al departament d'Ille i Vilaine a la regió de Bretanya.

## Composició
El cantó aplega 7 comunes :
| Nom francès                | Nom bretó              | Població | km²    | Codi Postal | Codi INSEE |
| Bourgbarré                 | Bourvarred             | 2.322    | 14,20  | 35230       | 35032      |
| Bruz                       | Bruz                   | 13.207   | 29,95  | 35170       | 35047      |
| Chartres-de-Bretagne       | Karno                  | 6.467    | 9,95   | 35131       | 35066      |
| Noyal-Châtillon-sur-Seiche | Noal-Kastellan         | 5.635    | 26,51  | 35230       | 35206      |
| Orgères                    | An Heizeg              | 2.881    | 16,33  | 35230       | 35208      |
| Pont-Péan                  | Pont-Pagan             | 3.213    | 8,76   | 35131       | 35363      |
| Saint-Erblon               | Sant-Ervlon-an-Dezerzh | 2.230    | 10,93  | 35230       | 35266      |
| Kanton                     | Bruz                   | 35.955   | 116,63 | -           | 3547       |

## Evolució demogràfica
| 1962   | 1968   | 1975   | 1982   | 1990   | 1999   |
| ------ | ------ | ------ | ------ | ------ | ------ |
| 11.417 | 13.650 | 18.577 | 22.580 | 26.230 | 35.955 |

## Història
| Data d'elecció                           | Identitat         | Partit | Qualitat |
| ---------------------------------------- | ----------------- | ------ | -------- |
| -1999                                    | Robert Barré      | UDF    |          |
| 1999-2004                                | Maryvonne Gainche | UMP    |          |
| 2004-                                    | Philipe Bonnin    | PS     |          |
| les dades anteriors no són pas conegudes |                   |        |          |
|                                          |                   |        |          |